# Norfolk-szigeti araukária
A Norfolk-szigeti araukária vagy Norfolk-szigeti fenyő (Araucaria heterophylla) a tűlevelűek (Pinopsida) osztályába sorolt fenyőalakúak (Pinales) rendjében, az araukáriafélék (Araucariaceae) családjában a névadó araukária (Araucaria) nem egyik közismert faja.

## Származása, elterjedése
A Csendes-óceánban Ausztráliától keletre található Norfolk-szigeten endemikus. A szobafenyő nevet azért kapta, mert dísznövény változatát szerte a világon ültetik — kiváltképp a világos, üvegezett irodákban.

## Megjelenése, felépítése
Eredeti termőhelyén akár 60 méter magasra is megnőhet, a dísznövény változat dézsában legfeljebb 1,5 méteresre cseperedik. Törzse kivételesen egyenes, koronája piramis alakú, ágörvei szimmetrikusak: az idősebbek ívesen csüngenek, a fiatalok meredeken felfelé törnek. Az idősebb példányok kérge pikkelyes.
Tűlevelei fényes világoszöldek; a fiatal növényeken lágyak, 1-1,5 centiméter hosszúak, idősebb egyedeken (főként a tobozokat hordozó ágakon) sokkal rövidebbek, görbültek, a csúcsuk kemény.
A porzós tobozvirágzat karcsú, barkaszerű, virágzás után lehullik; a termős kerekdedebb, majd nagy toboz terméssé fejlődik. A toboz gömbölyű vagy a hosszánál kissé vastagabb, 8-12 centiméter átmérőjű. A sok, tömötten összezáródó, elfásult tobozpikkely körülbelül 1 centiméter hosszú, csúcsuk gyakran görbült.

## Életmódja, termőhelye
A jól megvilágított helyeket szereti. Fagyérzékeny.
- Világos vagy félárnyékos helyen érzi jól magát, óvjuk a közvetlen napsütéstől!

- A kis hőingadozást kedveli; télen tartsuk hűvös helyen, körülbelül 10 °C-on!
- Tavasztól őszig öntözzük rendszeresen, télen ritkábban!
- Ha fűtött szobában tartjuk, permetezzük leveleit! Időnként levegőztessük!

### Betegségei
A kiszáradás és a túlöntözés is megviseli. Sajnos, neve ellenére szobában elég nehezen nevelhető. A legnagyobb gond a tűlevelek hullása, és a felkopaszodás (az alsó ágak elvesztése) — ez a túlzott napsütés, a száraz levegő vagy a föld kiszáradása miatt is bekövetkezhet. Kártevői nem ismertek.

## Felhasználása
Leggyakrabban szobanövényként nevelik. Gyorsan, egyenletesen nő.
A vitorlás hajók korában elterjedését nagyban segítette, hogy fájából kiváló árbóc készül. Emiatt a Norfolk-szigeten állománya megritkult, de napjainkban a természetvédelmi intézkedéseknek köszönhetően ismét növekszik.
Egyike a fenyőalakúak (Pinales) azon néhány fajának, amelyek a trópusi síkságokon is jól fejlődnek. Dekoratív alakja és a vitorlás hajók divatja miatt ma is világszerte nevelik. Ilyen célokra telepítették be – a hozzá hasonló alkatú oszlopos araukáriával (Araucaria columnaris) együtt Hawaiira is, ahol ezek a fajok mára helyenként meghatározzák a táj képét. A Mediterráneumban általánosan elterjedt, Észak-Európában azonban szabadban csupán egyetlen helyen, a Nagy-Britanniához tartozó Scilly-szigeteken nő (a Tresco apátság kertjében a legnagyobb példány 30 m magas).
Madeirán a partközeli (600 m-nél nem magasabban kialakított) parkokban és botanikus kertekben ültetik; gyakran a hasonló termetű, de a csúcs közelében kiszélesedő lombkoronájú ausztráliai araukáriával (Araucaria bidwillii) együtt.

## Képek

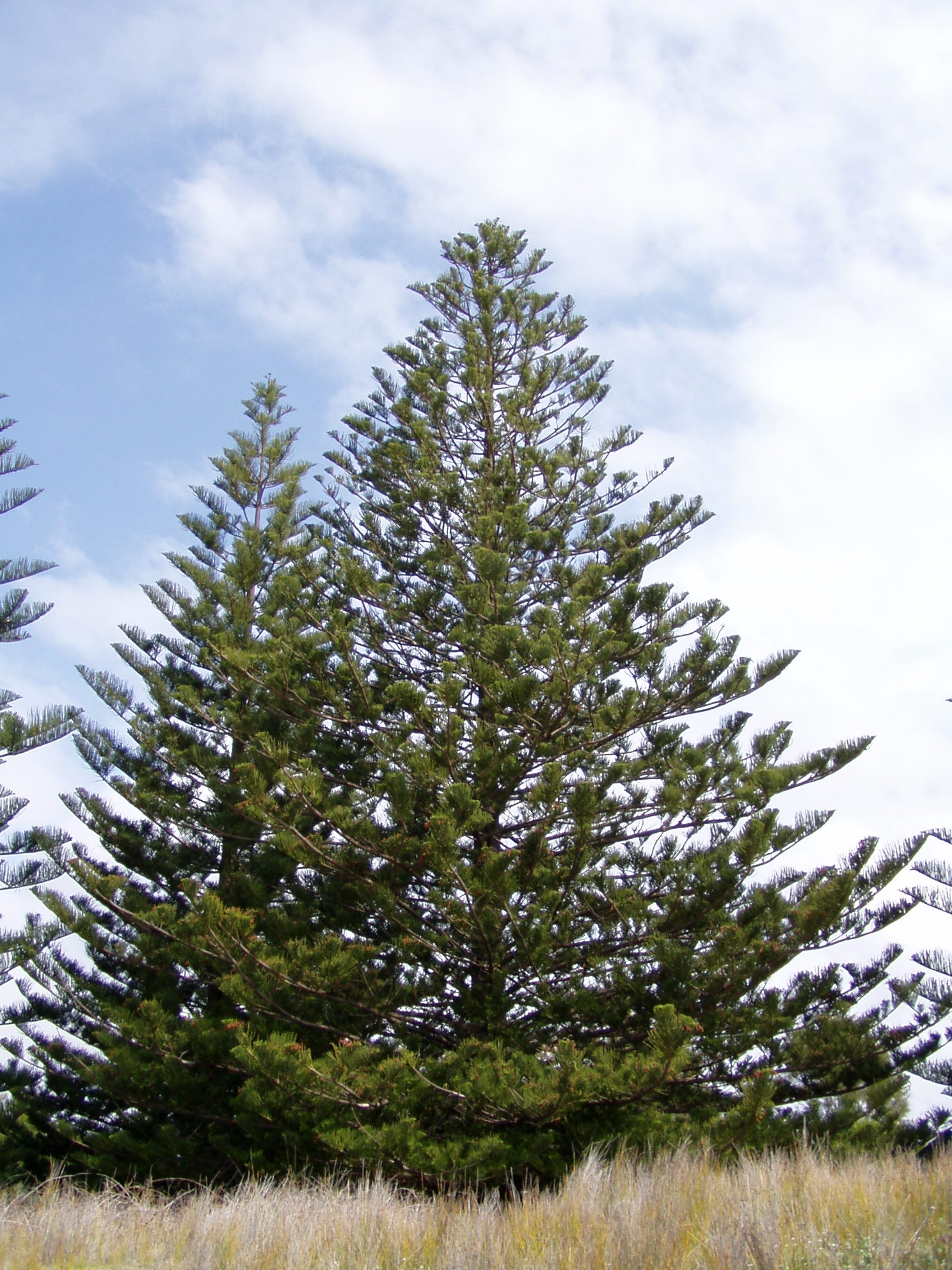
A növény
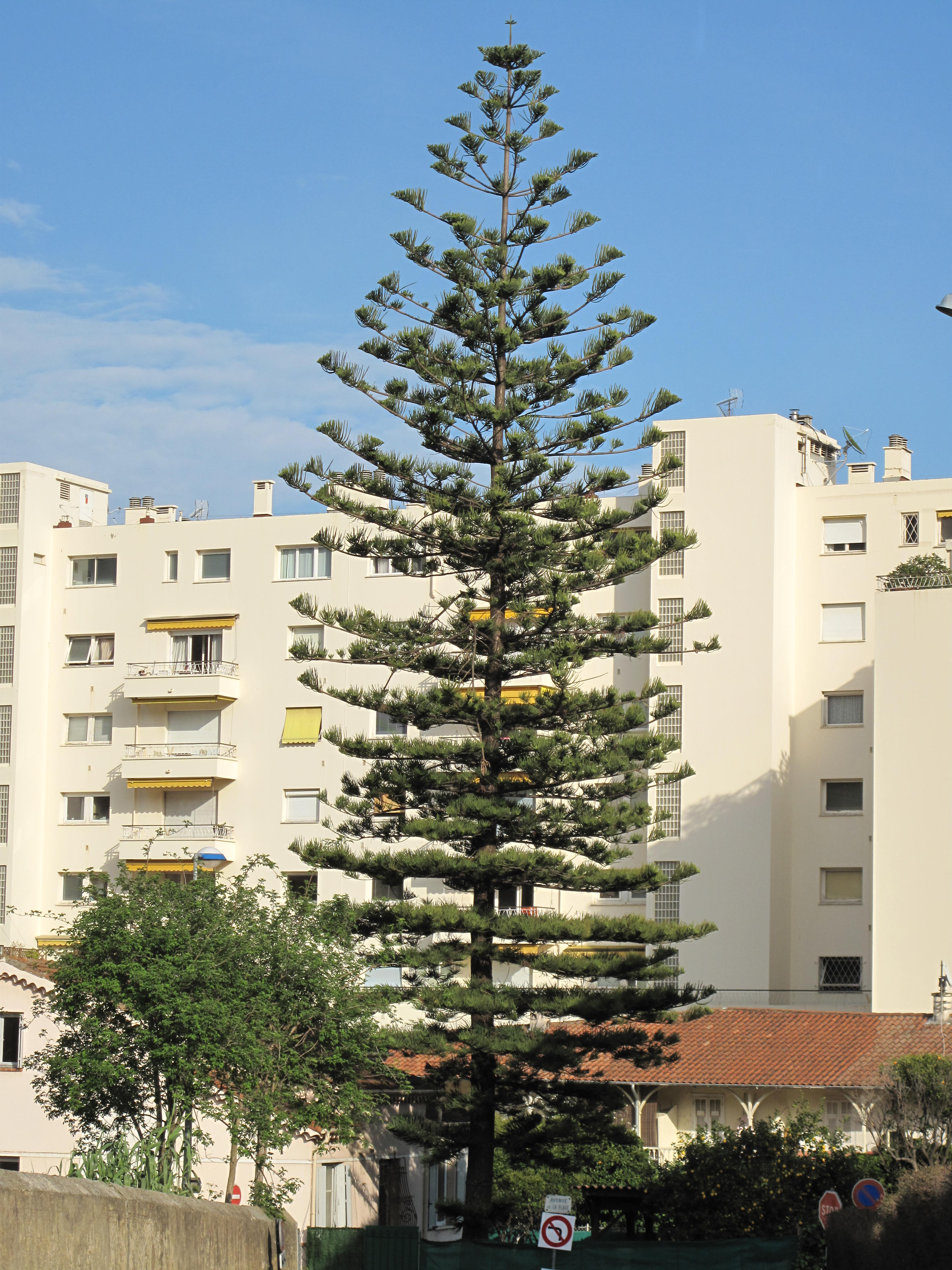
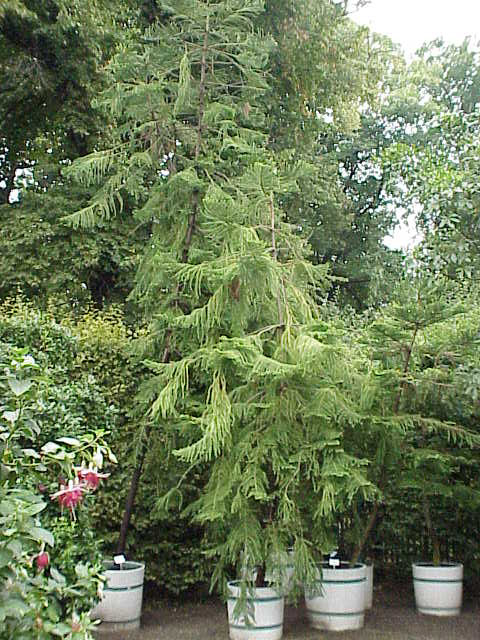
Szobafenyők cserépben
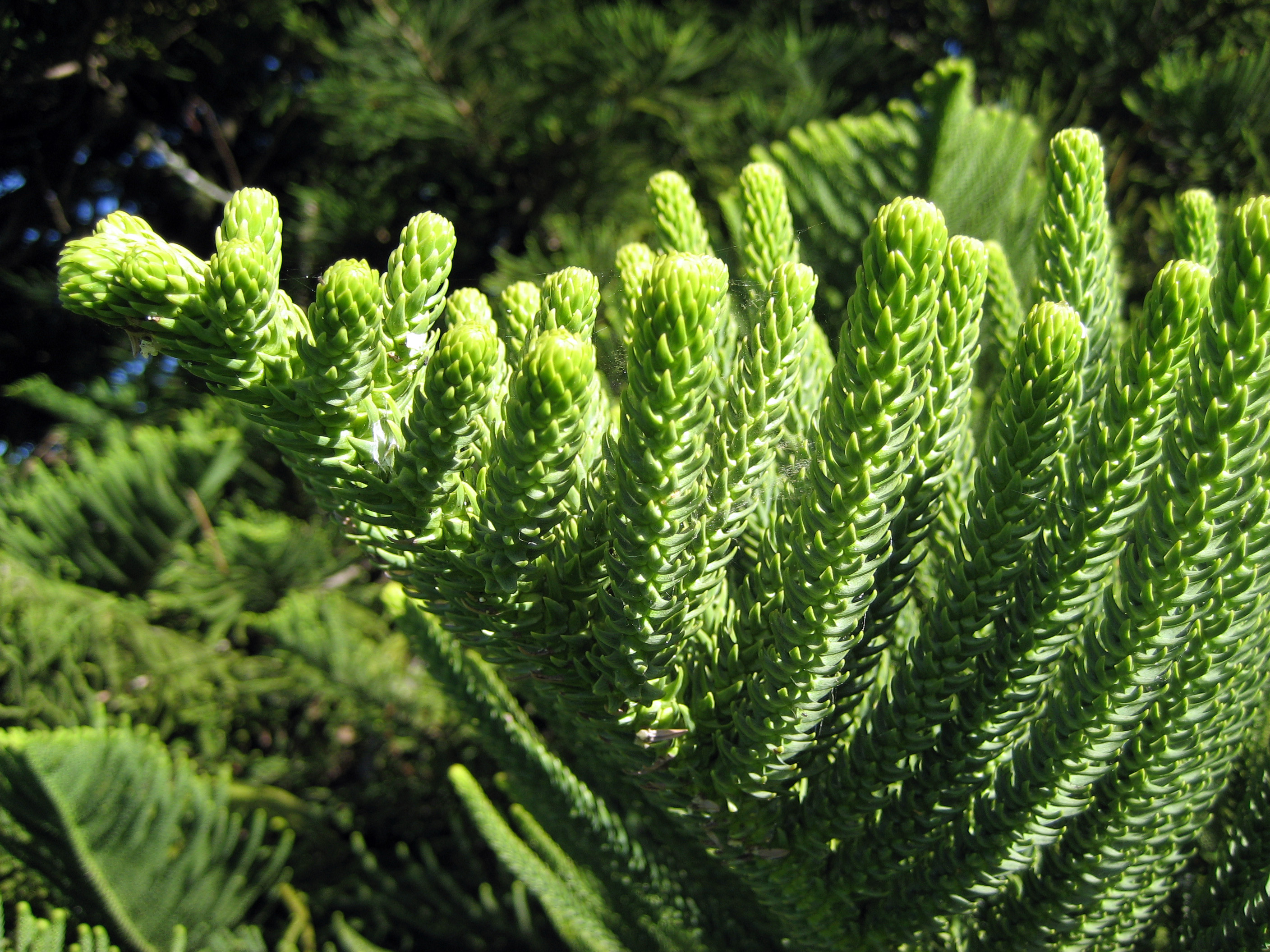
Friss hajtásai,
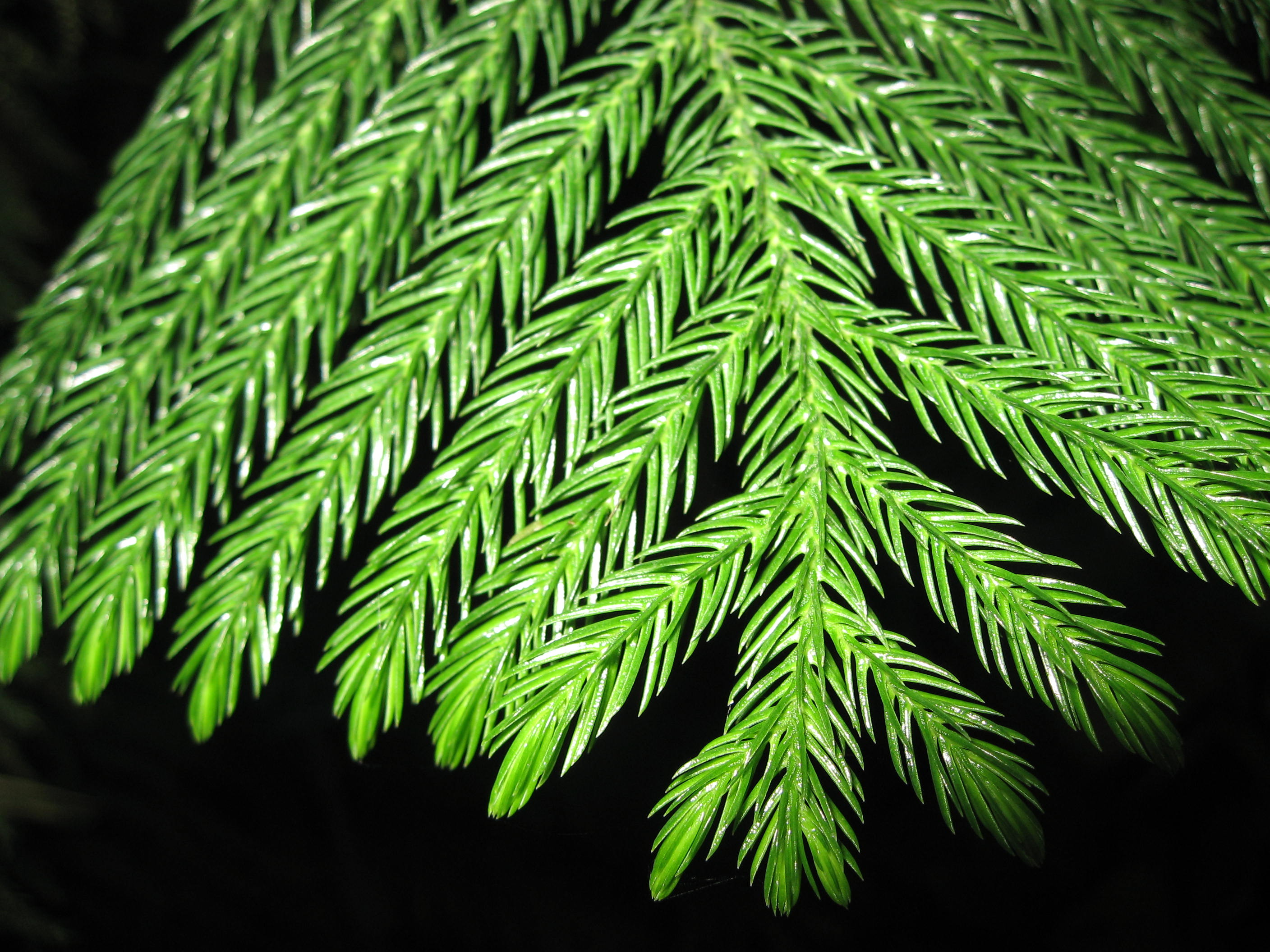
levelei,
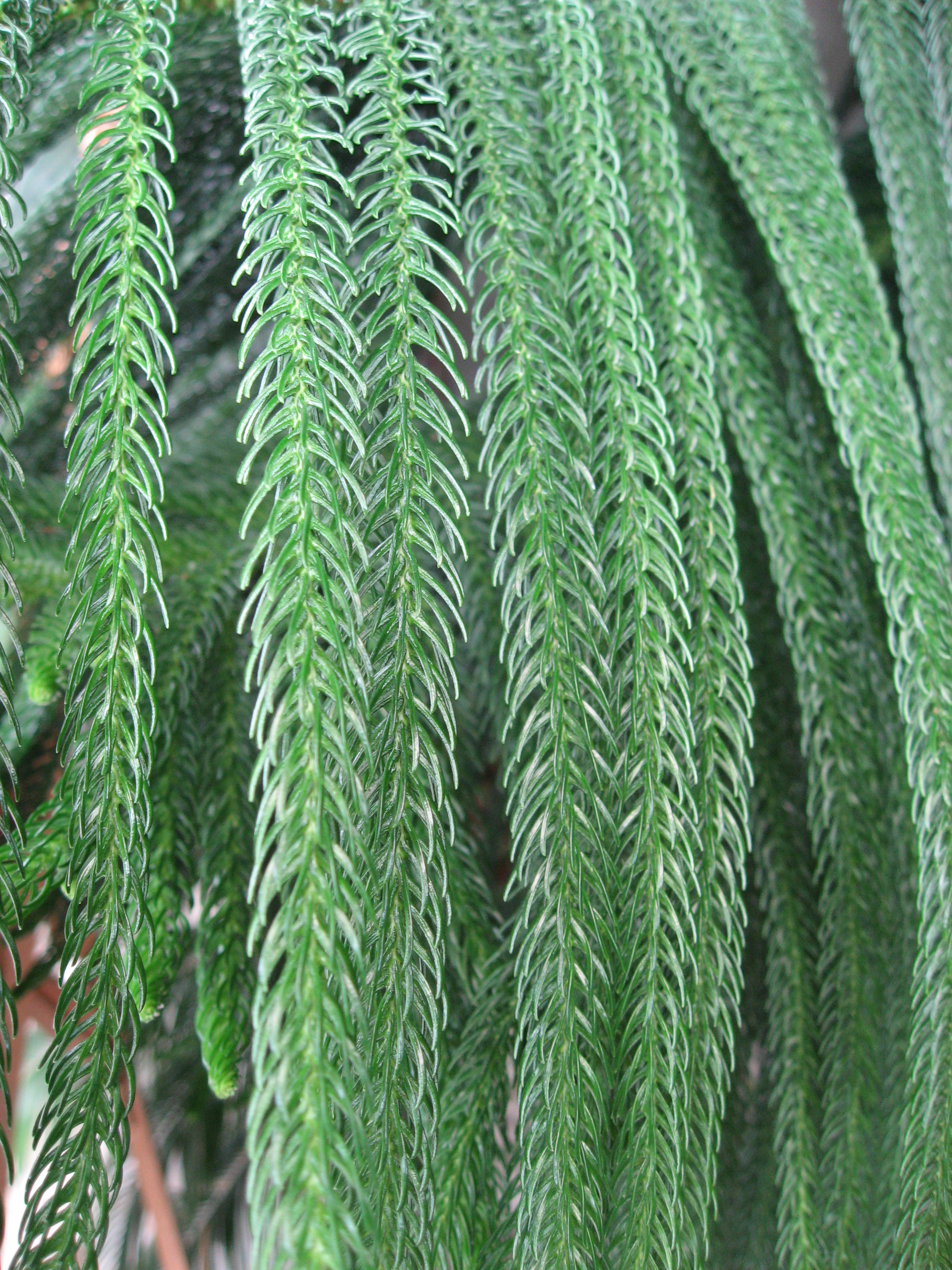
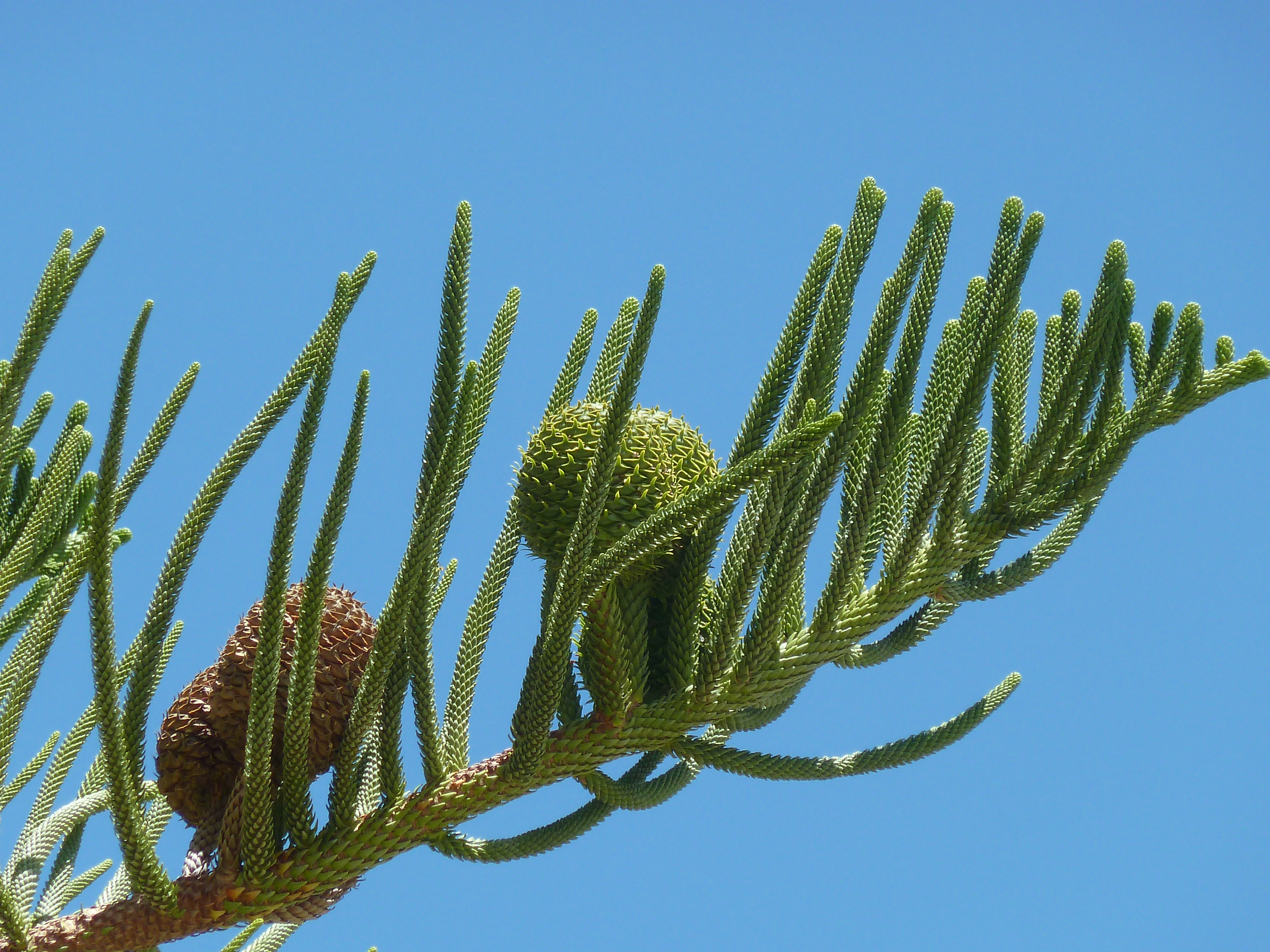
termései
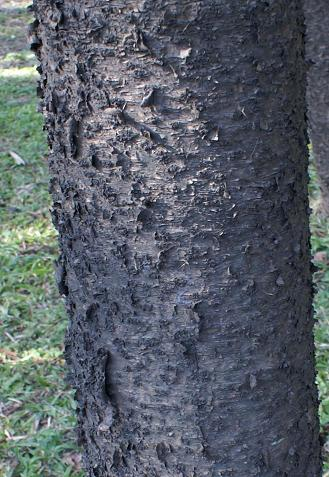
és kérge
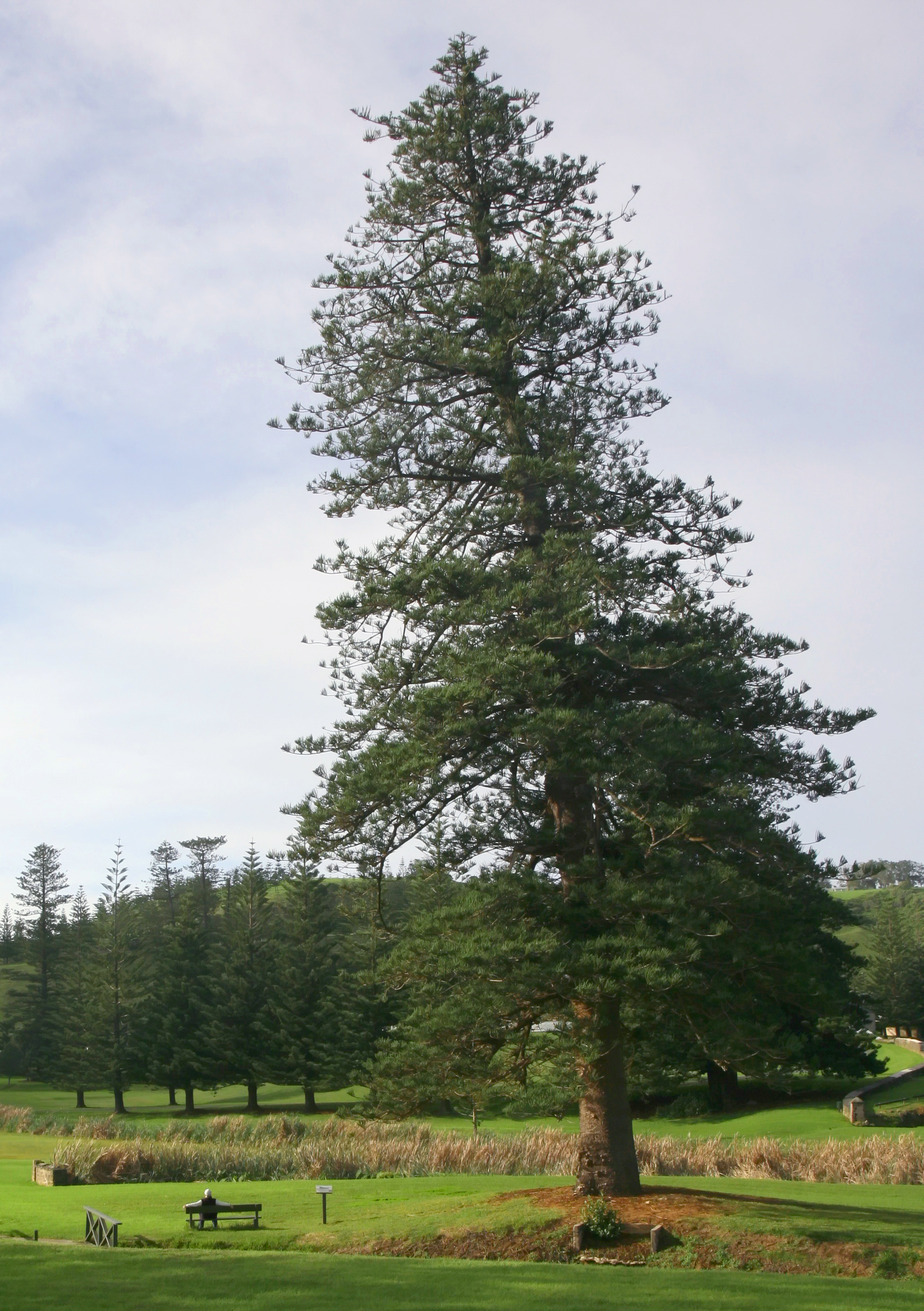
a természetes
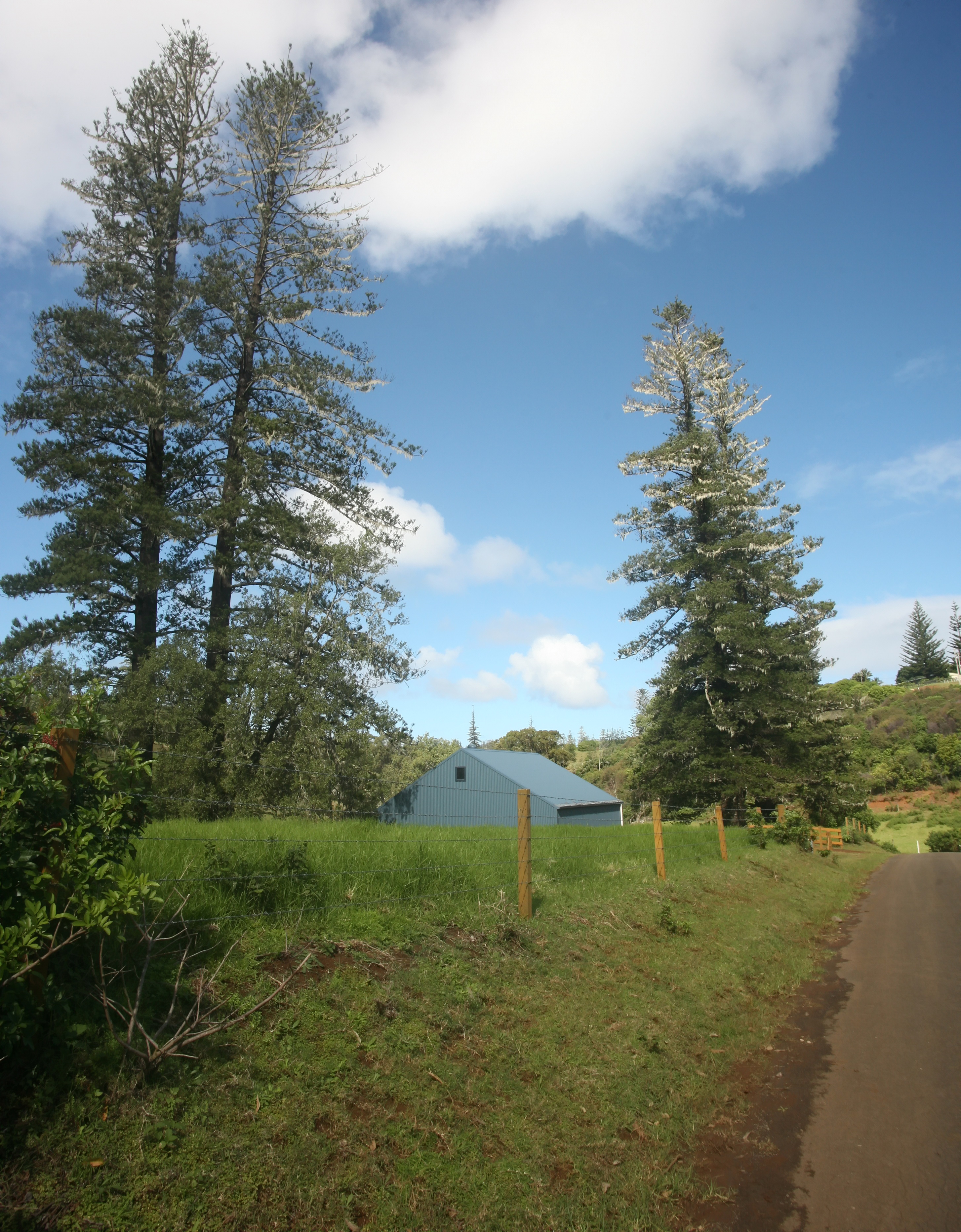
élőhelyén,
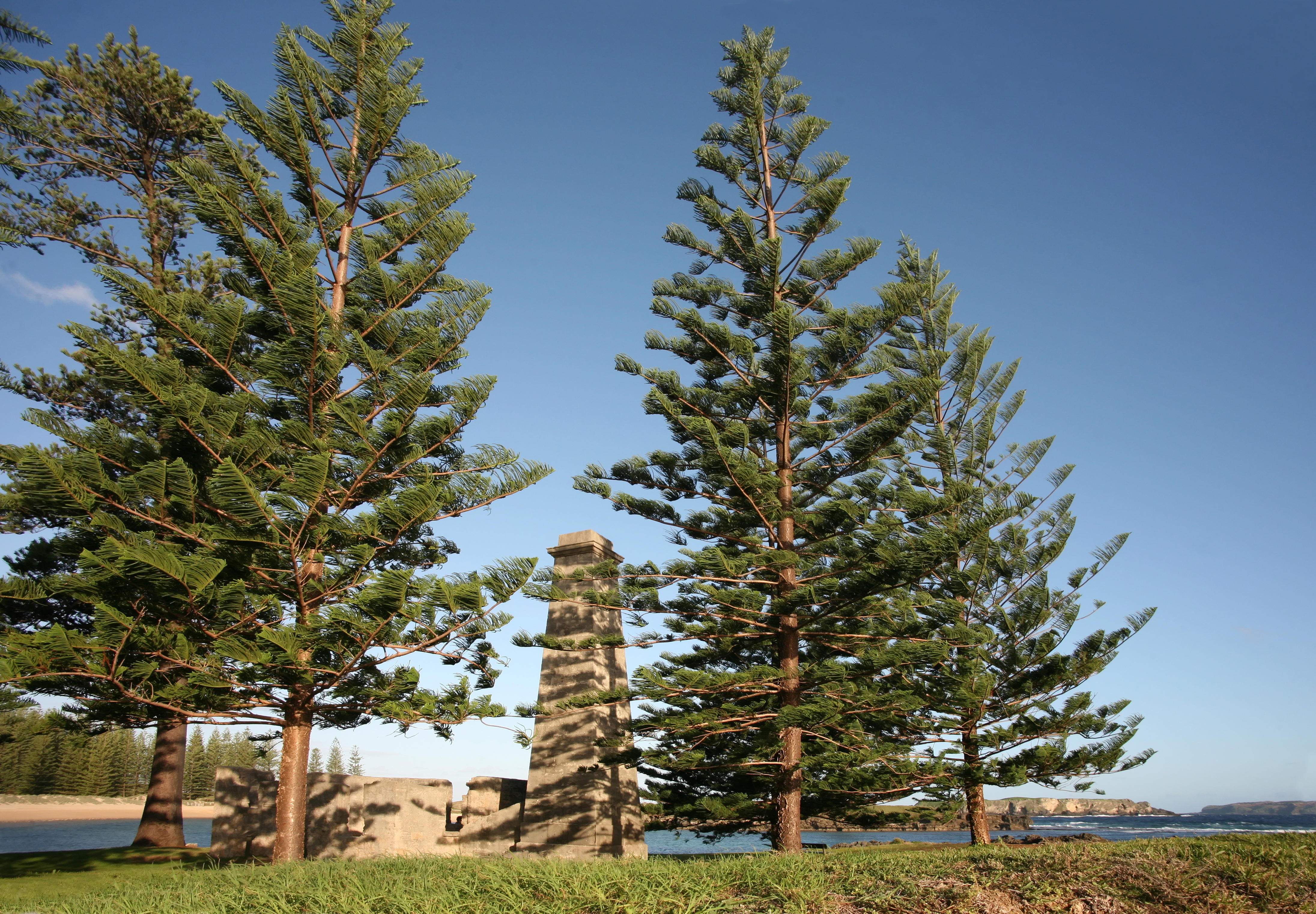
a Norfolk-szigeten
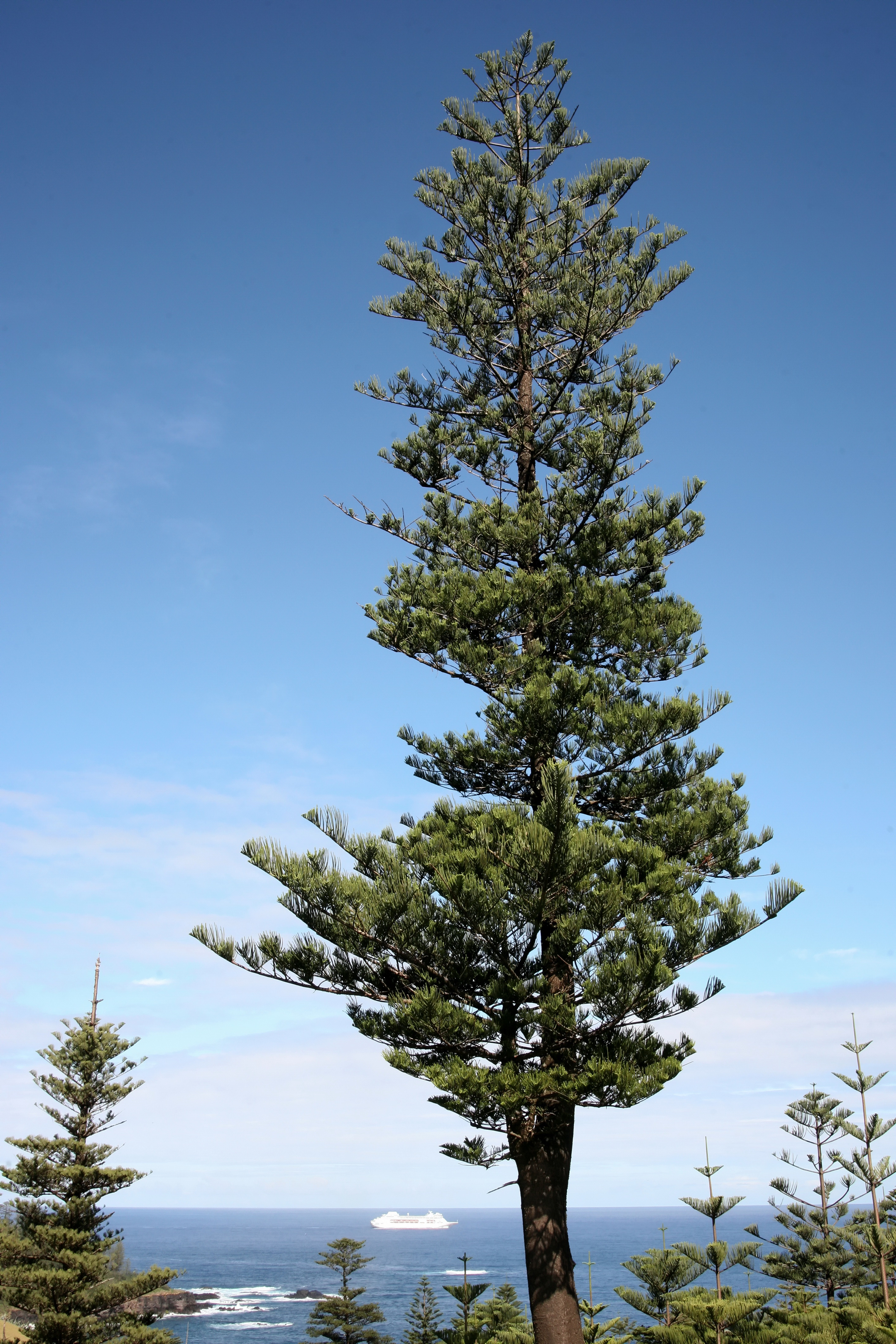
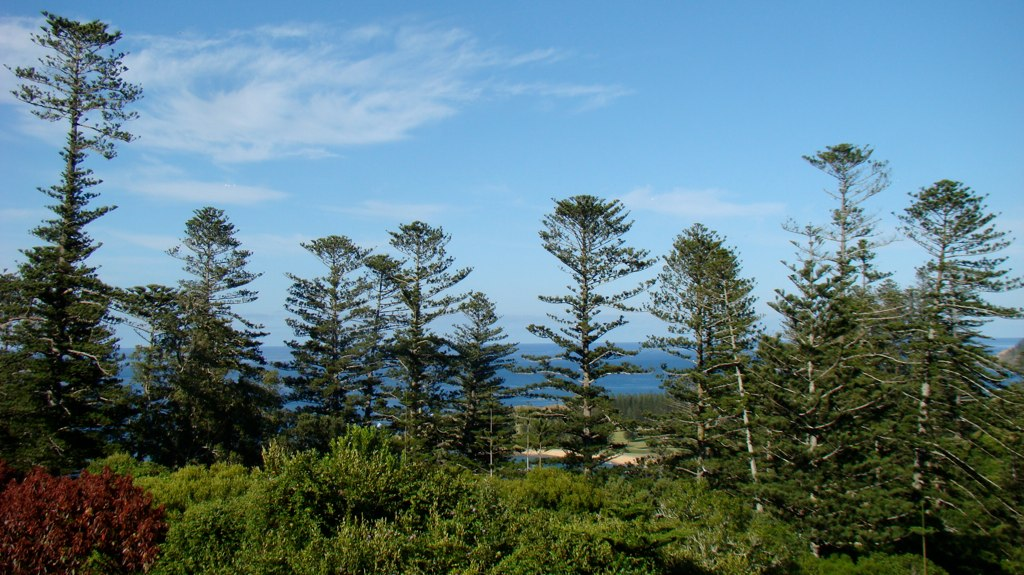